# Újdiósgyőr
Újdiósgyőr (a köznyelvben többnyire Újgyőr) városrész Miskolcon. Nem összetévesztendő Diósgyőrrel, amely a város egy másik városrésze. E városrészben található a Diósgyőri VTK központja és a DVTK-stadion.
Keletről és északkeletről a Vologda városrész határolja, északról Pereces, nyugatról Diósgyőr, délről pedig a Kilián városrész. Középpontja az Újgyőri főtér. A városrészen áthalad az 1-es és a 2-es villamosvonal, továbbá állandó buszösszeköttetése van a Búza térrel (1-es járat) és az Avas városrésszel (29-es járat).